# Geranomyia assueta
Geranomyia assueta är en tvåvingeart som först beskrevs av Alexander 1943.  Geranomyia assueta ingår i släktet Geranomyia och familjen småharkrankar.
Artens utbredningsområde är Ecuador. Inga underarter finns listade i Catalogue of Life.